# Comuna Ciucurova, Tulcea
Ciucurova este o comună în județul Tulcea, Dobrogea, România, formată din satele Atmagea, Ciucurova (reședința) și Fântâna Mare.

## Informații generale
Suprafața: 15165 ha
Căi de acces: în comună se ajunge pe drumul național DN 22A – legătura București-Tulcea.
- Celelalte două localității care aparțin comunei Ciucurova: Bașpunar(Fântâna Mare) și Atmagea sunt de origine turcă.

| Limite      | Descriere             |
| ----------- | --------------------- |
| Est - Sud   | Comuna Slava Cercheza |
| Est - Nord  | Comuna Mihai Bravu    |
| Sud         | Comuna Stejaru        |
| Nord        | Comuna Izvoarele      |
| Nord        | Comuna Horia          |
| Nord - Vest | Comuna Dorobanțu      |
| Nord        | Comuna Izvoarele      |

## Istoric
În limba turcă înseamnă cap, culme, principal, de frunte, din cap, început iar pinar s-ar traduce prin fântână(3). Astfel numele a fost tradus prin Fântâna Mare, denumire pe care o poartă și astăzi. Celălalt toponim Atmagea vine din turcescul atmaca care se traduce prin șoim, uliu, pasăre de pradă(4).
Numele localităților a rămas neschimbat cu excepția Bașpunarului care a fost tradus sub numele de Fântâna Mare denumirea menținându-se și azi.
- Întemeierea satului este strâns legată de cucerirea provinciei în sec. al XV-lea de către turci. După completa integrare administrativă a Dobrogei poarta s-a îngrijit înainte de toate, să întărească potențialul militar al noii provincii încurajând colonizarea ei sistematică cu populație de origine turcă dar și tătară din nordul Mării Negre după dispariția Hoardei de Aur și mai ales după creșterea puterii Rusiei în zonă începând cu sec. al XVIII-lea.
- Legenda întemeierii Ciucurovei transmisă pe cale orală de strămoșii noștri și consemnată într-un ziar de la sfârșitul sec. al XX-lea arăta(5) : ″ Primii locuitori ai acestui sat și prin urmare întemeietorii lui ar fi musulmanii care s-au așezat aici cam pe la 1800 pe locul unde se află astăzi islazul comunei, în partea dinspre Atmagea. Mai târziu câțiva ani înaintea războiului din Crimeea (1854) au venit rușii și s-au așezat aici în partea dinspre răsărit, făcându-și la început bordee în pamant.Cu timpul rușii intrând în neîntelegeri cu musulmanii au urmat multe certuri și bătăi între ei și din această cauză s-au judecat multă vreme. Judecătorii turci spre a curma neîntelegerile dintre locuitorii acestui sat au hotarat ca turcii care erau in numar mai restrans față de populația rusească, să părăsească satul; astfel rușii au rămas singurii locuitori și și-au clădit case în locul bordeelor, formând mahalaua rusească de azi.
- În urma războiului de la Sevastopol au venit și coloniile germane, și s-au așezat în partea răsăriteană a mahalalei rusești, pe un loc care era atunci foarte puțin deschis. Așezandu-se germanii în Ciucurova s-a deschis un loc mai mare formând mahalaua ce se zice “Nemțesca”.

Colonizarea Ciucurovei cu germanii s-a făcut în timpul caimacanului (sub-prefectului turc) Rasid Efendi care a întemeiat și satul vecin Atmangea.

## Demografie
Componența etnică a comunei Ciucurova
     Români (62,14%)
     Romi (20,99%)
     Turci (1,97%)
     Alte etnii (14,9%)
Componența confesională a comunei Ciucurova
     Ortodocși (77,33%)
     Penticostali (4,29%)
     Musulmani (1,97%)
     Adventiști (1,33%)
     Alte religii (0,35%)
     Necunoscută (14,72%)
Conform recensământului efectuat în 2021, populația comunei Ciucurova se ridică la 1.725 de locuitori, în scădere față de recensământul anterior din 2011, când fuseseră înregistrați 1.977 de locuitori. Majoritatea locuitorilor sunt români (62,14%), cu minorități de romi (20,99%) și turci (1,97%). Din punct de vedere confesional, majoritatea locuitorilor sunt ortodocși (77,33%), cu minorități de penticostali (4,29%), musulmani (1,97%) și adventiști (1,33%), iar pentru 14,72% nu se cunoaște apartenența confesională.

## Politică și administrație
Comuna Ciucurova este administrată de un primar și un consiliu local compus din 11 consilieri. Primarul, Marin Șerban[*], de la Partidul Național Liberal, este în funcție din 2016. Începând cu alegerile locale din 2024, consiliul local are următoarea componență pe partide politice:
|  | Partid                          | Consilieri | Componența Consiliului | Componența Consiliului | Componența Consiliului | Componența Consiliului | Componența Consiliului | Componența Consiliului |
|  | ------------------------------- | ---------- | ---------------------- | ---------------------- | ---------------------- | ---------------------- | ---------------------- | ---------------------- |
|  | Partidul Național Liberal       | 6          |                        |                        |                        |                        |                        |                        |
|  | Partidul Social Democrat        | 2          |                        |                        |                        |                        |                        |                        |
|  | Partida Romilor „Pro Europa”    | 1          |                        |                        |                        |                        |                        |                        |
|  | Alianța pentru Unirea Românilor | 1          |                        |                        |                        |                        |                        |                        |
|  | Partidul S.O.S. România         | 1          |                        |                        |                        |                        |                        |                        |